# Liste d'architectes lettons
Cette page propose une liste d'architectes de Lettonie.
Les architectes sont regroupés pour leur activité d'architecte dans le territoire de l'actuelle Lettonie, qu'ils soient lettons, germano-balte ou russes.

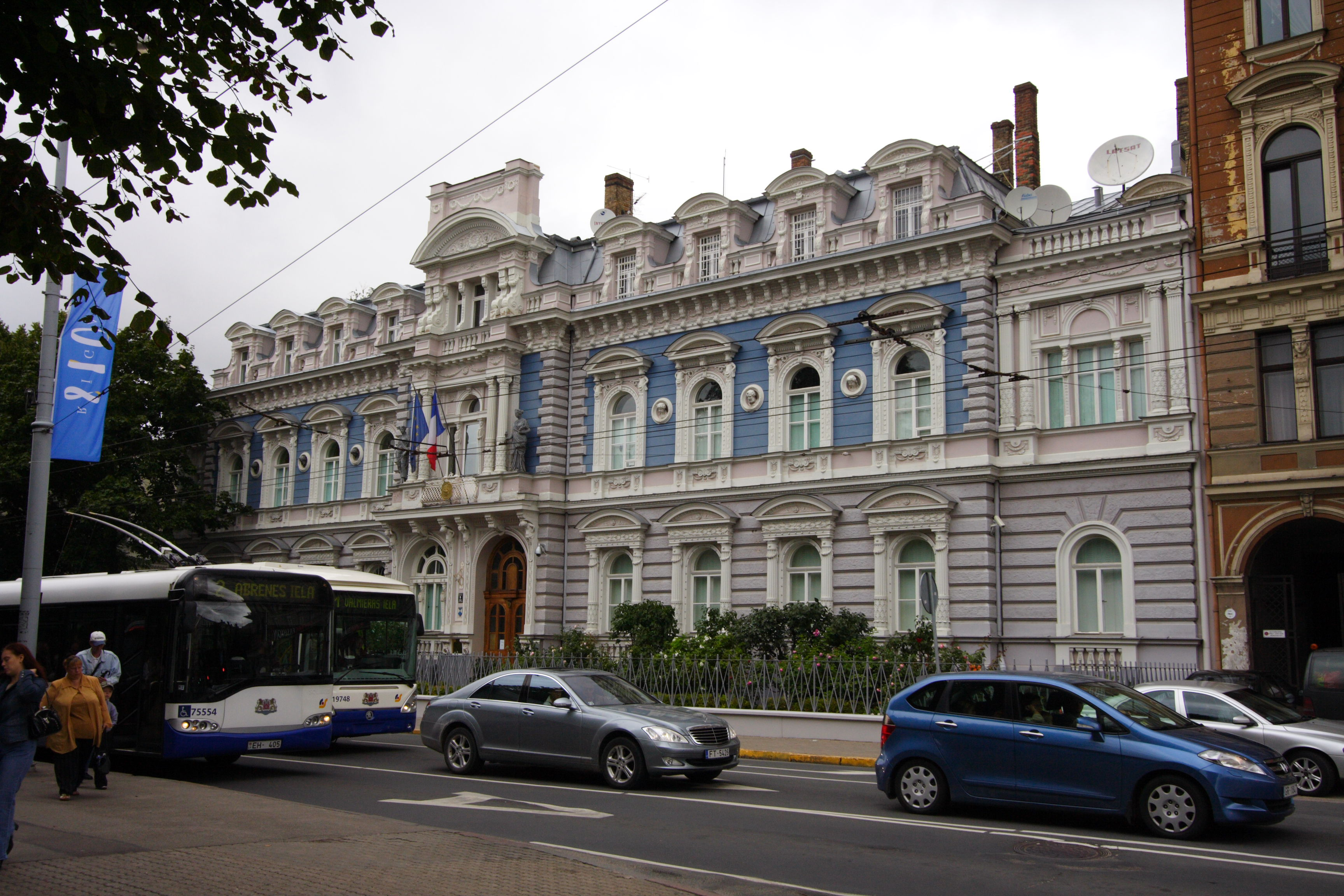
Ambassade de France.

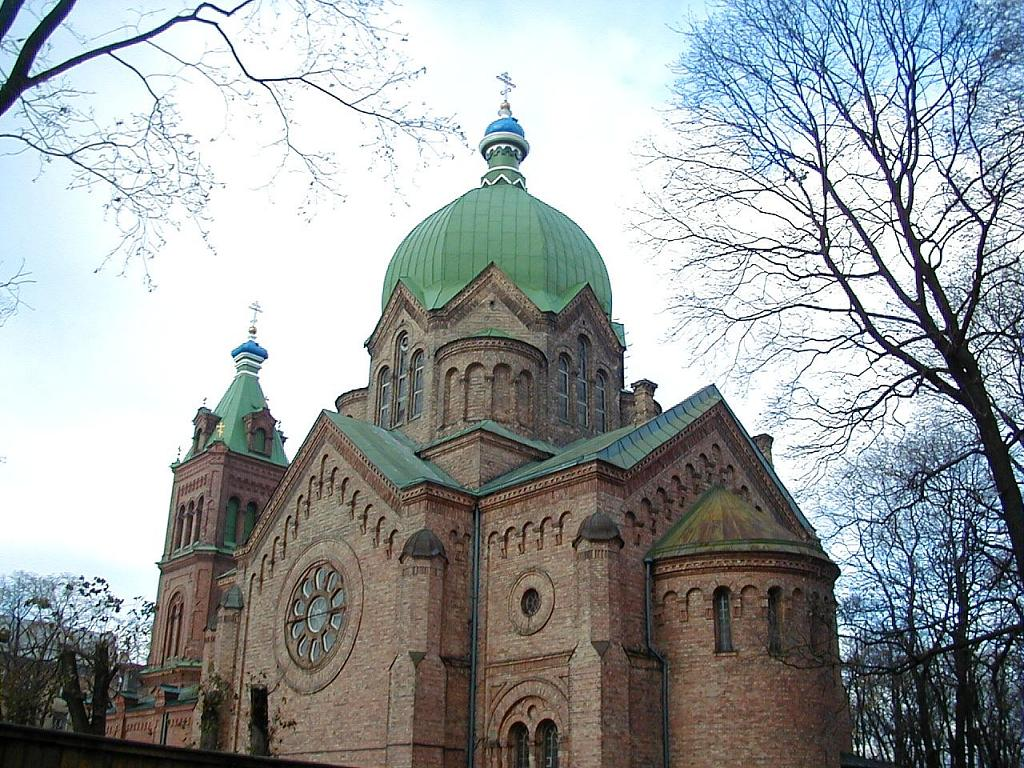
Église de Tous-les-Saints.

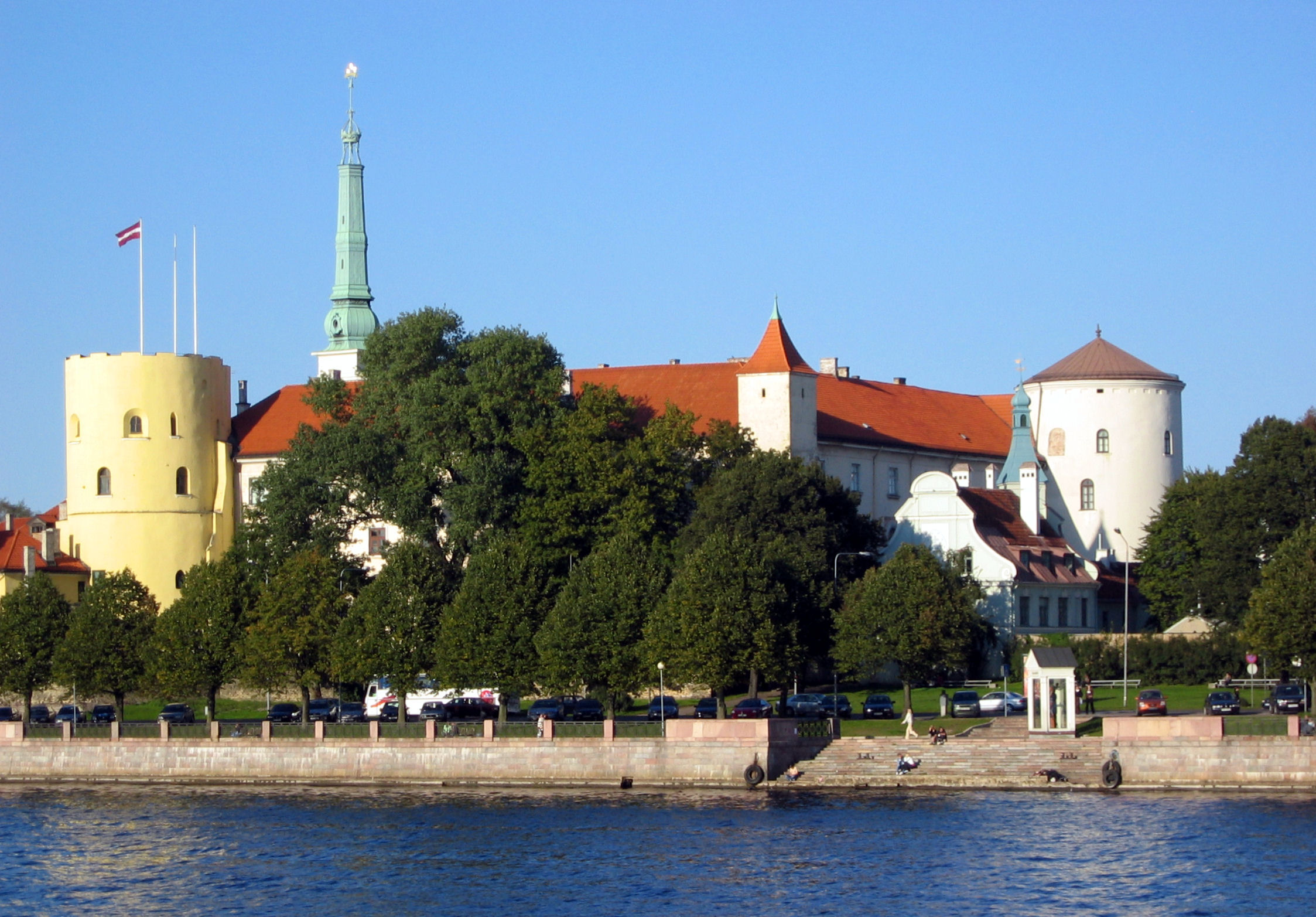
Château de Riga.

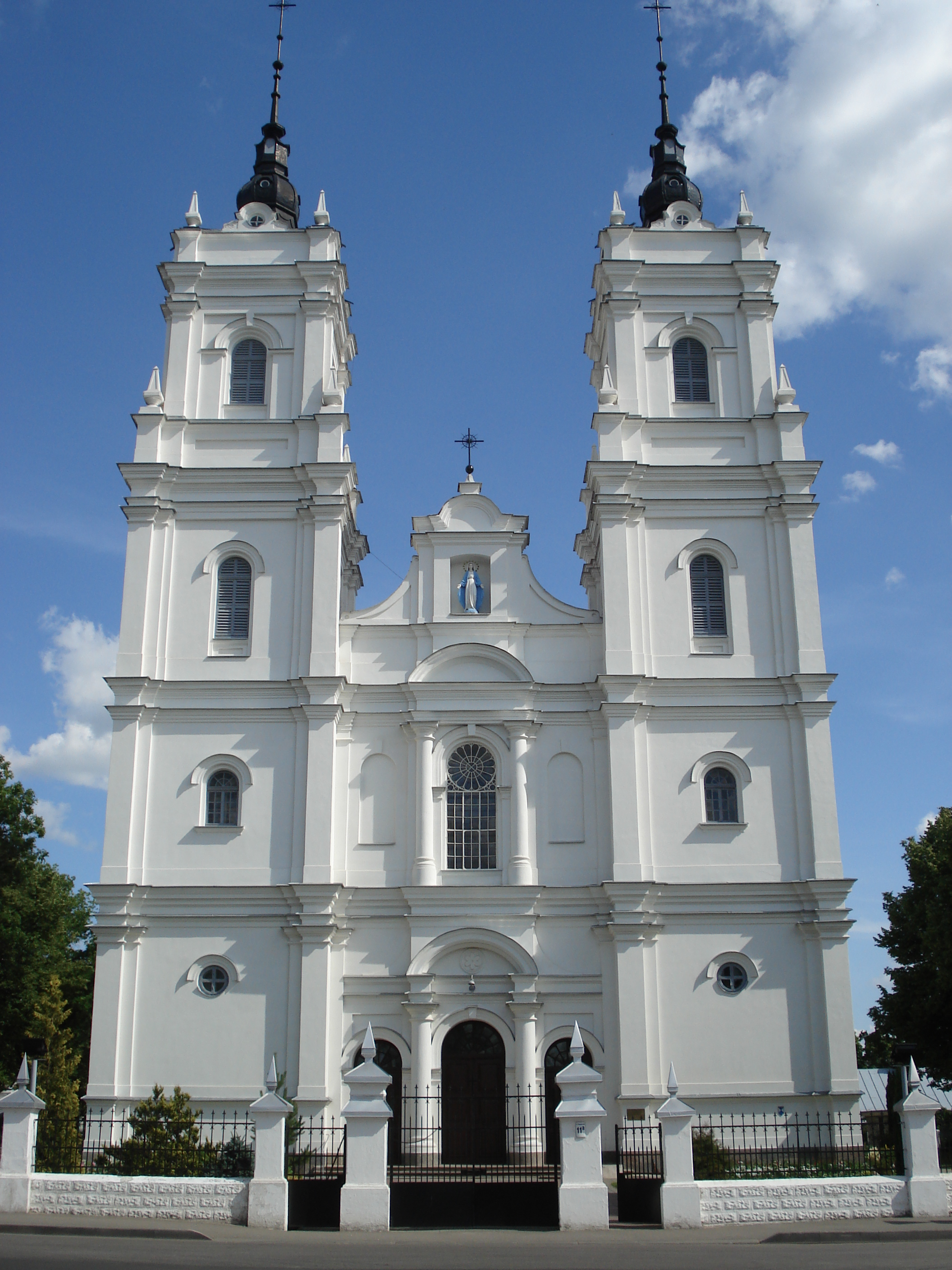
Église de l'Immaculée-Conception.

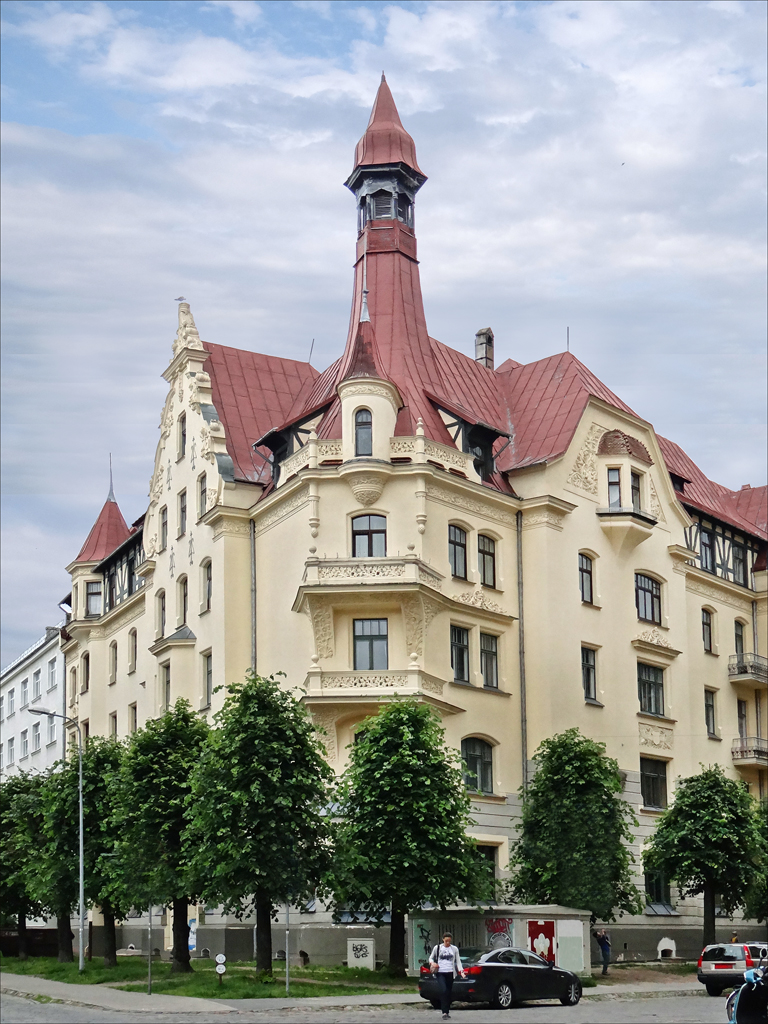
Immeuble du 12, rue Alberta à Riga.

- Haut – A
- B
- C
- D
- E
- F
- G
- H
- I
- J
- K
- L
- M
- N
- O
- P
- Q
- R
- S
- T
- U
- V
- W
- X
- Y
- Z

## A
- Inese Aizstrauta
- Jānis Alksnis
- Bruno Artmanis

## B
- Kārlis Barons
- Oskars Bārs
- Jānis Frīdrihs Baumanis
- Pauls Makss Berči
- Johans Georgs Ādams Berlics
- Kurts Betge
- Ruperts Bindenšū
- Gunārs Birkerts
- Aleksandrs Birzenieks
- Vilhelms Bokslafs
- Indriķis Blankenburgs

## D
- Oto Dīce
- Otto Dietze
- Pāvils Dreijmanis
- Bernhard Bielenstein
- Rudolph Dohnberg

## E
- Mikhaïl Eisenstein

## F
- Johans Daniels Felsko
- Karl Felsko

## G
- Josifs Goldenbergs
- Eduards Grosbergs
- Modris Ģelzis

## H
- Kristofs Hāberlands
- Gustavs Hilbigs
- Hermanis Hilbigs
- Andrejs Holcmanis

## K
- Pauls Kampe
- Alfrēds Karrs
- Aleksandrs Kiršteins
- Aleksandrs Klinklāvs
- Jānis Krastiņš
- Andris Kronbergs
- Artūrs Krūmiņš
- Pauls Kundziņš

## L
- Eižens Laube
- Gunārs Lūsis-Grīnbergs

## M
- Augusts Malvess
- Pauls Mandelštams
- Kristaps Morbergs

## N
- Vilhelms Neimanis
- Mārtiņš Nukša

## O
- Oļģerts Ostenbergs

## P
- Konstantīns Pēkšēns
- Roberts Pflūgs
- Heincs Pīrangs
- Juris Poga
- Ernests Pole
- Andris Purviņš

## R
- Augusts Reinbergs
- Ingūna Rībena

## S
- Heinrich Scheel
- Ausma Skujiņa
- Ernests Štālbergs
- Heinrihs Šēls
- Reinholds Šmēlings

## T
- Gerhard von Tiesenhausen
- Osvalds Tīlmanis

## V
- Aleksandrs Vanags
- Edvīns Vecumnieks
- Augusts Vite
- Edmund von Trompowsky

## Z
- Zaiga Gaile
- Edgars Zalāns
- Andrejs Zeidaks
- Reinis Zusters